# Attentato al treno Nevskij del 2009
L'attentato al treno Nevskij del 2009 è stato un attacco con esplosivo verificatosi il 27 novembre 2009 da parte di un gruppo di mujaheddin insurrezionalisti caucasici. Si tratta dell'atto terroristico più sanguinoso, all'infuori delle regioni caucasiche, avvenuto in Russia dopo gli attentati congiunti a due aerei russi nel 2004.

## L'attentato
Alle 21:34 locali (19:34 italiane), un ordigno carico di 7 kg di tritolo posto tra le rotaie della linea ad alta velocità Mosca-San Pietroburgo causa il deragliamento del treno tramite un comando a distanza nei pressi di Bologoe (Oblast' di Tver'), a circa 320 km da Mosca. Inizialmente le autorità russe avevano parlato di 39 deceduti e 95 feriti, ma il 2 dicembre un rapporto fissava a 27 le vittime totali.
I primi soccorritori giunti sul luogo del deragliamento sono stati alcuni residenti di Lykošino, un villaggio vicino. Un ospedale da campo è stato costruito sul posto per occorrere ai primi ricoveri, e almeno 50 feriti sono stati trasportati direttamente negli ospedali di San Pietroburgo. Si era pensato inizialmente a un disastro fortuito, finché i primi accertamenti avevano notato la presenza di un cratere nei pressi del deragliamento; cratere che dopo è stato confermato trattarsi del covo dell'esplosivo.
Una cellula del gruppo ultranazionalista Combat 18 aveva rivendicato la responsabilità dell'attentato il giorno stesso, ma i principali esponenti dell'organizzazione si erano dichiarati estranei all'azione subito dopo il correre delle dichiarazioni:
(La rivendicazione inviata per e-mail.)

## Secondo attentato
Un secondo ordigno, di debole intensità, è esploso nei dintorni del luogo dell'attentato il giorno seguente, attorno alle 14:00. La bomba, anch'essa fatta esplodere tramite un comando a distanza, era diretta agli statali presenti sul luogo dell'attentato per le investigazioni. Tra i feriti, Aleksandr Bastrykin, l'ufficiale e capo della commissione d'inchiesta, nonché più alto funzionario del governo russo incaricato di visitare il luogo.

## Precedenti
Un treno della stessa linea era stato coinvolto in un simile deragliamento il 13 agosto 2007. L'incidente non causò vittime, ma il bilancio finale fu di 60 feriti. Anche in quel caso si aprì l'ipotesi dell'attentato terroristico e per il fatto vennero indagati tre ingusci legati all'insurrezionalismo caucasico.